# Cleadon Park
Cleadon Park – dzielnica miasta South Shields, w Anglii, w Tyne and Wear, w dystrykcie metropolitalnym South Tyneside. W 2011 roku dzielnica liczyła 6890 mieszkańców.